# Чемпионат мира по настольному теннису 1999
Чемпионат мира по настольному теннису 1999 года изначально должен был состояться с 26 апреля по 9 мая в Белграде (Югославия). Однако бомбардировки Югославии силами НАТО сделали проведение чемпионата по запланированной схеме невозможным, и поэтому личное первенство было проведено в Эйндховене (Нидерланды) со 2 по 8 августа, а командные соревнования состоялись в 2000 году в Куала-Лумпуре (Малайзия).

### Личные соревнования
| Разряд                   | Золото               | Серебро             | Бронза                           |
| ------------------------ | -------------------- | ------------------- | -------------------------------- |
| Мужской одиночный разряд | Лю Голян             | Ма Линь             | Вернер Шлагер                    |
| Мужской одиночный разряд | Лю Голян             | Ма Линь             | Ян-Уве Вальднер                  |
| Женский одиночный разряд | Ван Нань             | Чжан Инин           | Ю Джи Хе                         |
| Женский одиночный разряд | Ван Нань             | Чжан Инин           | Ли Нань                          |
| Мужской парный разряд    | Кун Линхуэй Лю Голян | Ван Лицинь Янь Сэнь | Зоран Приморац Владимир Самсонов |
| Мужской парный разряд    | Кун Линхуэй Лю Голян | Ван Лицинь Янь Сэнь | Ким Тхэк Су Пак Санджун          |
| Женский парный разряд    | Ли Цзюй Ван Нань     | Сунь Цзинь Ян Ин    | Чжан Инъин Чжан Инин             |
| Женский парный разряд    | Ли Цзюй Ван Нань     | Сунь Цзинь Ян Ин    | Ким Му Гё Пак Хэ Джон            |
| Микст                    | Ма Линь Чжан Инъин   | Фэн Чжэ Сунь Цзинь  | Ван Лицинь Ван Нань              |
| Микст                    | Ма Линь Чжан Инъин   | Фэн Чжэ Сунь Цзинь  | Цинь Чжицзянь Ян Ин              |